# Spanische Futsalnationalmannschaft
Die spanische Futsalnationalmannschaft (span.: Selección española de fútbol sala) ist eine repräsentative Auswahl spanischer Futsalspieler. Die Mannschaft vertritt den spanischen Fußballverband bei internationalen Begegnungen. Mit insgesamt sieben Siegen bei Futsal-Europameisterschaften ist das Team das erfolgreichste des Kontinents. Bei Weltmeisterschaften konnte man bislang zwei Titel feiern, 2000 und 2004.

## Abschneiden bei Turnieren
Spanien nahm 1989 an der ersten unter Schirmherrschaft der FIFA ausgetragenen Futsal-Weltmeisterschaft teil, schied aber überraschend schon in der Vorrunde aus, nachdem man nur den dritten Platz hinter Brasilien und Ungarn in der Gruppenphase erreichen konnte. Im selben Jahr wurde in Spanien erstmals eine separate Profiliga, die División de Honor de Fútbol Sala, ins Leben gerufen, was einen Aufschwung des jungen Sports im Land einleitete. Bei der zweiten Auflage der FIFA-Weltmeisterschaft im Jahr 1992 scheiterte man erst im Halbfinale am späteren Turniersieger Brasilien und erreichte den dritten Endrang. Vier Jahre später bei der WM im eigenen Land erreichte man das Finale. Der Durchbruch der Spanier bei Weltmeisterschaften gelang schließlich 2000 in Guatemala, wo man im Finale den dreifachen Weltmeister Brasilien mit 4:3 bezwingen konnte. Vier Jahre später in Taiwan gelang die Titelverteidigung durch ein 2:1 im Endspiel gegen Italien. Bei der Futsal-Weltmeisterschaft 2008 scheiterte der Weltmeister erst im WM-Finale gegen das Gastgeberteam aus Brasilien und bei der WM in Thailand 2012 scheiterte man erneut bei der Finalneuauflage von vor 4 Jahren gegen Brasilien mit 3:2 nach Verlängerung.
Von den zehn von der UEFA offiziell anerkannten Futsal-Europameisterschaften konnte Spanien bislang sieben für sich entscheiden. 1996 schlug man im eigenen Land im Finale Russland mit 5:3. Drei Jahre später gelang den Russen, ebenfalls in Spanien, die Revanche im 6-Meter-Schießen. Nach einem weiteren Titel im Jahr 2001 schied man 2003 im Halbfinale gegen Gastgeber Italien aus. 2005, 2007, 2010 und 2012 folgten vier weitere Europameistertitel durch Finalsiege gegen Russland, Italien und Portugal. Nach einem dritten Platz 2014 gelang Spanien bei der Europameisterschaft 2016 durch ein 7:3 im Endspiel gegen Russland der siebte Triumph.

### Futsal-Weltmeisterschaft
- 1989 – Vorrunde
- 1992 – 3. Platz
- 1996 – 2. Platz
- 2000 – Weltmeister
- 2004 – Weltmeister
- 2008 – 2. Platz
- 2012 – 2. Platz
- 2016 – Viertelfinale
- 2021 – Viertelfinale
- 2024 – Achtelfinale

### Futsal-Europameisterschaft
- 1996 – Europameister
- 1999 – 2. Platz
- 2001 – Europameister
- 2003 – Halbfinale
- 2005 – Europameister
- 2007 – Europameister
- 2010 – Europameister
- 2012 – Europameister
- 2014 – 3. Platz
- 2016 – Europameister
- 2018 – 2. Platz
- 2022 – 3. Platz

### Finalissima
- 2022 – 2. Platz